# Johnny Neumann

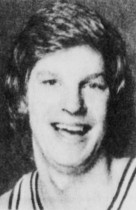
Johnny Neumann (1974)

Carl John „Johnny“ Neumann  (* 11. September 1950 in Memphis, Tennessee; † 24. April 2019 in Oxford, Mississippi) war ein US-amerikanischer Basketballspieler und -trainer.

## Laufbahn

### Spieler
Neumann spielte als Schüler an der Overton High School in Memphis und wechselte dann an die University of Mississippi. Dort gelangen ihm in acht Spielen jeweils mehr als 45 Punkte, sein Bestwert waren 63 Punkte, die er Ende Januar 1971 im Spiel gegen die Louisiana State University erzielte. In der Saison 1970/71 verbuchte der 1,98 Meter große Neumann im Schnitt 40,1 Punkte je Begegnung und führte mit dem Wert die NCAA an. Er wurde nach dem Ende der Saison 70/71 als Spieler des Jahres der SEC ausgezeichnet. Aufgrund seiner Stärken im Angriff wurde Neumann mit Pete Maravich verglichen. Nach dem Ende der Saison 1970/71 wechselte er ins Profilager.
1971/72 spielte Neumann für die Memphis Pros in der American Basketball Association (ABA). Er blieb bis 1974 bei der Mannschaft, die 1972 in Tams umbenannt wurde. Mit 19,6 Punkten je Begegnung in der Saison 1972/73 erreichte er den Bestwert seiner ABA-Zeit. Beim Draftverfahren der National Basketball Association (NBA) im Jahr 1973 sicherten sich die Chicago Bulls in der sechsten Auswahlrunde an 98. Stelle die Rechte an dem Flügelspieler. Er blieb jedoch vorerst in der ABA, spielte 1973/74 für die Utah Stars, 1974/75 erst für die Indiana Pacers, dann für die Virginia Squires. Im Vergleich zu seinen ABA-Anfangsjahren in Memphis war seine Punktausbeute mittlerweile deutlich gefallen. 1975/76 spielte er zeitweilig bei den Kentucky Colonels, zeitweilig bei den Virginia Squires.
In der Saison 1976/77 stand Neumann bei den Buffalo Braves in der NBA unter Vertrag, bestritt vier Spiele (8,8 Punkte/Spiel) für die Mannschaft und anschließend im selben Spieljahr 59 für die Los Angeles Lakers (5,9 Punkte/Spiel). 1977/78 verstärkte Neumann die Indiana Pacers in der NBA, kam für die Mannschaft in 20 Begegnungen auf einen Schnitt von 4,2 Punkte.
Er wechselte nach Italien, stand 1978/79 bei Gabetti Cantù unter Vertrag. Mit Cantù gewann er den Europapokal der Pokalsieger und war im Endspiel gegen EBBC Den Bosch im März 1979 mit 20 Punkten gemeinsam mit seinem Landsmann und Mannschaftskameraden Dave Batton bester Werfer. 1980 ging er zum BSC Saturn Köln in die deutsche Basketball-Bundesliga, gewann mit der von Theodor Schober als Trainer betreuten Mannschaft in der Saison 1980/81 die deutsche Meisterschaft sowie den DBB-Pokal. In der Saison 1981/82 stand Neumann ebenfalls in Köln unter Vertrag, trug unter Trainer Schober zur Wiederholung des deutschen Meistertitels bei und nahm mit Saturn am FIBA Europapokal der Landesmeister teil.

### Trainer
Neumann wechselte nach seiner Kölner Zeit, in der er bereits zeitweilig Co-Trainer-Aufgaben wahrgenommen hatte, ganz in den Trainerberuf und betreute in der Saison 1982/83 in seinem Heimatland die Mannschaft Maine Lumberjacks in der Liga CBA. Im Spieljahr 1983/84 war er in derselben Spielklasse Trainer der Bay State Bombardiers.
1986 trat Neumann in Belgien das Traineramt bei RBC Verviers-Pepinster an und übte dieses in der Saison 1986/87 aus. Ab 1987 war er Trainer von PAOK Thessaloniki in Griechenland. Er wurde mit PAOK 1988 griechischer Vizemeister, im Laufe des Spieljahres 1988/89 kam es zwischen dem griechischen Verein und dem US-Amerikaner zur Trennung. Neumann wurde von einer anderen griechischen Mannschaft, Pagrati BC, verpflichtet, die er 1989/90 betreute.

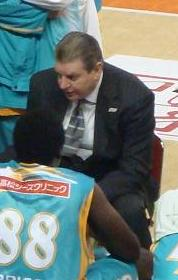
Johnny Neumann als Trainer

In der Saison 1991/92 war Neumann wieder in den Vereinigten Staaten tätig, hatte das Traineramt bei der Mannschaft Louisville Shooters in der Liga Global Basketball Association (GBA) inne. Hernach kehrte er nach Griechenland zurück, übte in der Saison 1992/93 das Traineramt bei Iraklis Thessaloniki aus.
1993 wechselte Neumann zu Pezoporikos nach Zypern und führte die Mannschaft im Spieljahr 1993/94 zum Gewinn des Meistertitels. Nach der Umbenennung der Mannschaft in Pezoporikos-AEK trat Neumann mit ihr 1994/95 auch im Europapokal der Landesmeister an, dort schied man in der zweiten Runde gegen den FC Barcelona aus. In der Liga Zyperns wurde er mit Pezoporikos-AEK im Frühjahr 1995 Vizemeister. Sowohl 1993/94 als auch 1994/95 wurde er als Trainer des Jahres der zypriotischen Liga ausgezeichnet. 1997 wechselte er innerhalb Zyperns zu APOEL Nikosia und betreute die Mannschaft in der Saison 1997/98.
Im Sommer 1998 trat er das Traineramt bei Hapoel Tel-Aviv in Israel an, von 1999 bis 2000 war er im US-Bundesstaat Ohio Trainer der Youngstown Hawks in der International Basketball Association (IBA). Im Jahr 2000 trainierte er die Mannschaft des Kazma Sport Club in Kuwait. Anschließend trat Neumann das Amt des Nationaltrainers des Libanon an. Er führte die libanesische Auswahl ins Endspiel der Asienmeisterschaft 2001. Dort verlor man zwar gegen China, sicherte sich als Turnierzweiter aber das Teilnahmerecht an der Weltmeisterschaft 2002. Bei der in Indianapolis ausgetragenen WM blieb Neumann mit seiner Mannschaft in der Vorrunde sieglos, wurde anschließend seines Amtes enthoben und für den restlichen Verlauf des Turniers von seinem Assistenten ersetzt.
In der ersten Hälfte der Saison 2003/04 trainierte er die Mannschaft Al Hilal in Saudi-Arabien, im Frühjahr 2005 im selben Land dann Al Ittihad. Neumann setzte seine Trainerlaufbahn hernach in der Volksrepublik China fort, war 2006 und 2007 Trainer in Zhejiang. Von 2007 bis 2009 hatte er in Japan das Traineramt bei der Mannschaft Rizing Fukuoka inne, im Anschluss an die Saison 2007/08 wurde er vom Fachportal asia-basket.com als Trainer des Jahres der japanischen Liga ausgezeichnet. In der Saison 2009/10 betreute Neumann ebenfalls in Japan die Mannschaft Takamatsu Five Arrows. Von 2010 bis 2012 war der US-Amerikaner Trainer der rumänischen Nationalmannschaft.
Nach dem Ende seiner Tätigkeit in Rumänien ging er in sein Heimatland zurück und arbeitete als Fahrzeugverkäufer. 2013 erlangte er an der University of Mississippi nachträglich einen Hochschulabschluss. Neumann, der fünf Kinder hatte, starb 2019 an Krebs.